# Moraga (Andalucía)

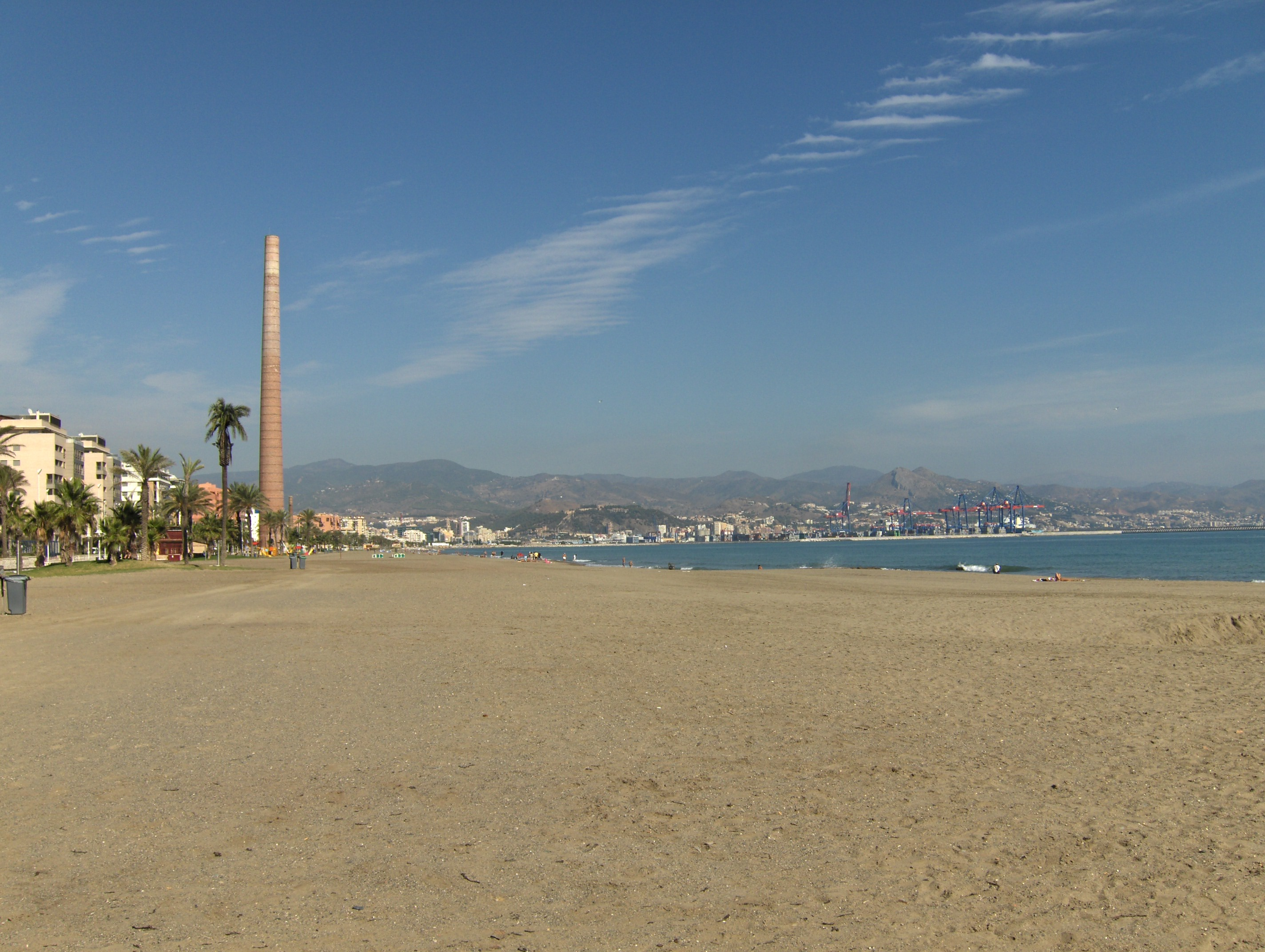
Playa de la Misericordia de Málaga, donde tienen lugar moragas la noche de San Juan.

Una moraga es una fiesta tradicional nocturna realizada generalmente en la playa, típica de la costa de la provincia de Málaga y otros puntos del litoral mediterráneo de Andalucía, en España.
La fiesta ha ido evolucionando a lo largo de la historia. En el siglo XIX, se realizaba tras la recogida de la red lanzada a poca profundidad, comiéndose el pescado capturado en la misma playa, siendo acompañada la velada de música de guitarra y otros entretenimientos; tal y como se puede observar en el cuadro del pintor Horacio Lengo (1838 - 1890). Actualmente, las moragas se siguen celebrando, pero ya sin el pretexto de la pesca, sino como simple jornada lúdica, donde se asan al fuego sardinas u otra clase de pescado, como jureles.